# Saint-Étienne-de-Tinée
Saint-Étienne-de-Tinée là một xã ở tỉnh Alpes-Maritimes, vùng Provence-Alpes-Côte d’Azur ở đông nam nước Pháp.